# Nagoya

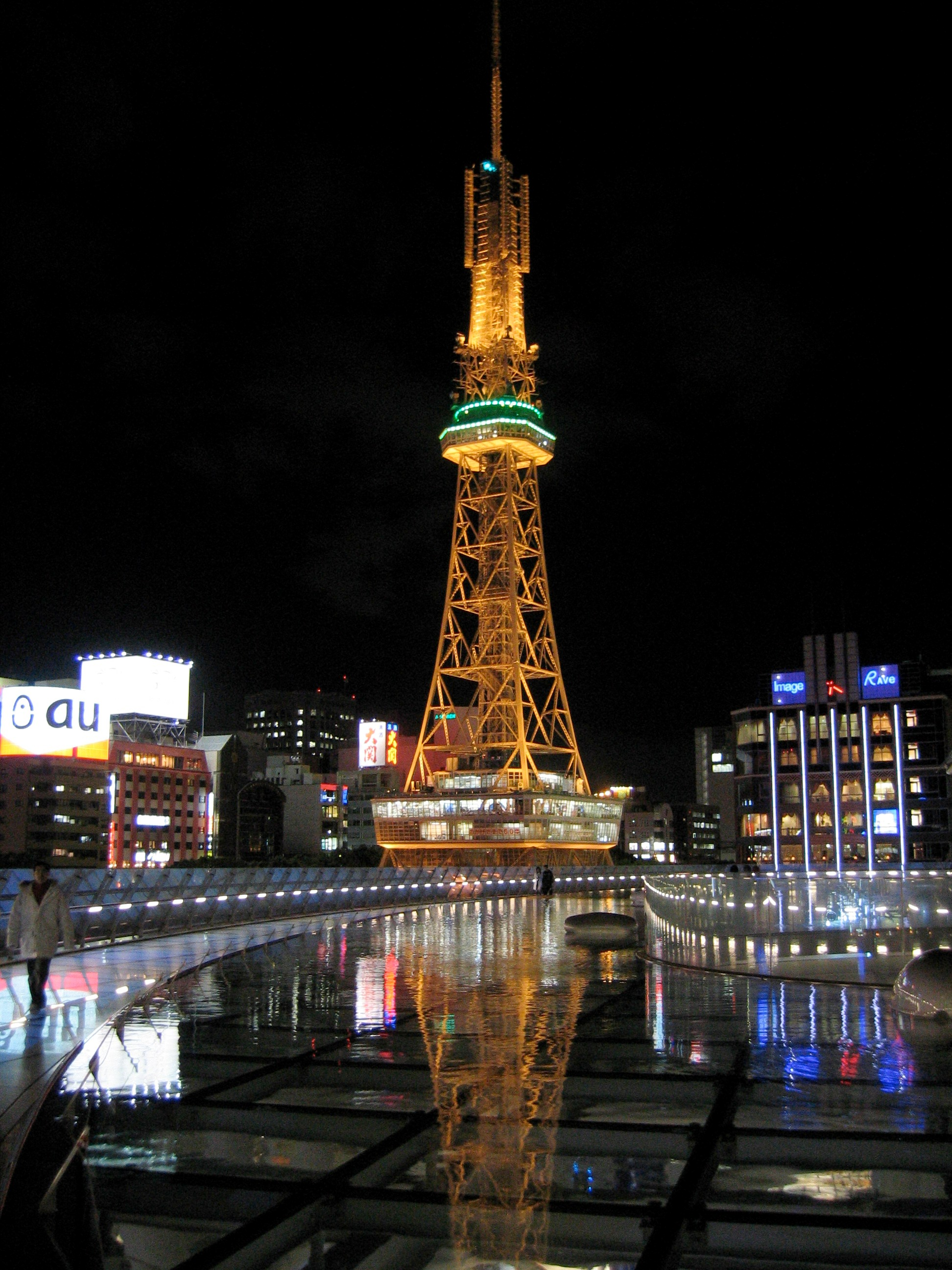
Torre televisiva di Nagoya

Nagoya (名古屋市?, Nagoya-shi) è una città della regione di Chūbu nell'isola di Honshū in Giappone, con un porto sull'oceano Pacifico. È il capoluogo della prefettura di Aichi, la quarta maggiore città del Giappone e la terza città sul piano economico. Dispone di due aeroporti, tra cui l'Aeroporto Internazionale di Chūbu-Centrair, aperto il 17 febbraio 2005.

## Geografia fisica

### Territorio

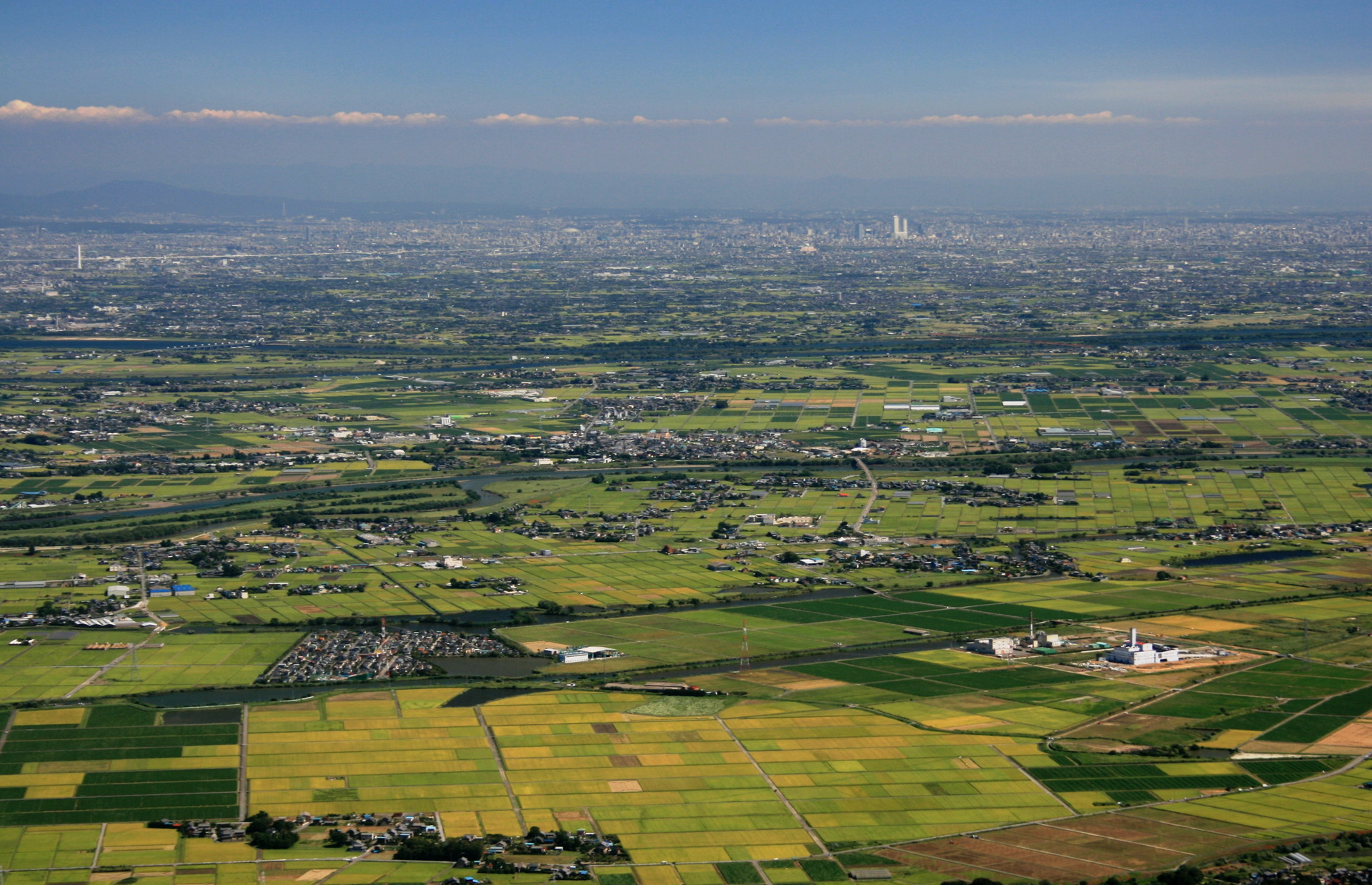
Vista della pianura di Nōbi, i tre fiumi del Kiso e Nagoya dai monti Sanpo e Yoro

Nagoya è posizionata a nord della baia di Ise all'interno della pianura di Nōbi. La città fu fondata su un altopiano per proteggerla dalle inondazioni. Grazie alla fertilità dei terreni, bagnati dai fiumi Kiso e Shōnai, in questa zona si è assistito a un forte sviluppo dell'agricoltura. Per la città passa anche il fiume Hori, un canale artificiale collegato al fiume Shōnai realizzato nel 1610 e che oggi taglia la città da nord a sud. Infine, il fiume Tempaku alimenta un certo numero di piccoli fiumi nella zona orientale. La posizione geografica nella regione del Chūbu ha permesso a Nagoya di svilupparsi economicamente e politicamente nel corso dei secoli.
Il clima è temperato.

## Origini del nome
Il nome della città veniva storicamente scritto come 那古野 o 名護屋 (entrambi letti Nagoya). Una possibile etimologia del nome potrebbe risalire all'aggettivo giapponese  (なごやか?, nagoyaka), che significa "pacifico".
Il nome Chūkyō (中京) viene usato nel senso di (chū "medio" + kyō "capitale"), per il ruolo di capitale locale per la regione di Chūbu. Questo nome viene ancora molto utilizzato, come ad esempio in "Zona industriale del Chūkyō", area metropolitana del Chūkyō, Chūkyō Television Broadcasting, Università del Chukyo e così via.

## Storia
Qui sorge il grande tempio shintoista Atsuta-Jingu e quindi si presume che la città sia stata fondata in epoca anteriore all'edificazione del tempio (XII secolo). Allora era un porto della provincia di Owari, al centro di fiorenti commerci marittimi.
Nel XVI secolo dette i natali a Oda Nobunaga e Toyotomi Hideyoshi. Nel 1610 lo Shōgun Tokugawa Ieyasu iniziò la costruzione del castello, dove stabilì la residenza di uno dei suoi figli. La città era il capoluogo della provincia feudale (han) di Owari.
Durante il periodo Edo fu centro politico, commerciale e culturale. Era una delle 53 stazioni della strada Tokaido e dunque nodo di grande importanza per le comunicazioni. Miya (che vuol dire "tempio shintoista" in giapponese) ad Atsuta era la stazione della Tokaido, c'erano navi a Miya e Kuwana nella provincia di Ise.
Nel 1871 il nuovo governo Meiji costituì la prefettura di Aichi e fece di Nagoya il suo capoluogo. Gli uffici amministrativi furono ospitati nel castello. Nel 1878 è stata costituita Nagoya-ku (divisione di Nagoya) e nel 1898, con l'introduzione del sistema di città in Giappone, Nagoya-shi (la città di Nagoya). Nel 1886 è stata costruita la prima stazione ferroviaria. Nel 1935 la popolazione della città ha superato per la prima volta il milione di unità. A quell'epoca era la terza maggiore città del Giappone. A Nagoya hanno sede l'Università Imperiale, l'Università di Nanzan e tre università cattoliche.
A Nagoya vi era il campo di internamento per italiani dove la famiglia Maraini, il padre Fosco, la moglie e i figli tra cui Dacia furono imprigionati perché antifascisti. Nel 1945 la città ha subito vari bombardamenti e di conseguenza la popolazione è scesa al di sotto delle 600.000 unità. Dopo la seconda guerra mondiale è stata completamente ricostruita.
(Fosco Maraini)

## Monumenti e luoghi d'interesse

### Architetture civili
- Municipio di Nagoya

### Architetture militari
- Castello di Nagoya

## Società

### Evoluzione demografica
In uno dei primi censimenti, operato nel 1889, la popolazione di Nagoya era di 157.496 abitanti. La città raggiunse il milione di abitanti nel 1934, a dicembre 2010 la popolazione totale era di 2.259.993 abitanti, con una densità di 6.923 persone per km². Nella città nel 2010 si stima fossero presenti 1.019.859 nuclei familiari, un notevole incremento rispetto ai 153.370 del secondo dopoguerra, nel 1945. L'area comunale totale è di 326,45 km². L'area metropolitana ha una popolazione totale di circa 9 milioni di persone, la terza dopo le aree di Osaka e Tokyo.

## Geografia antropica
L'area comunale totale è di 326,45 km². L'area metropolitana si estende invece all'interno delle prefetture di Mie e Gifu.

### Suddivisioni amministrative
La città è divisa in sedici quartieri amministrativi:
| Mappa | - Atsuta-ku - Chikusa-ku - Higashi-ku - Kita-ku - Meitō-ku - Midori-ku - Minami-ku - Minato-ku: porto | - Mizuho-ku - Moriyama-ku - Naka-ku: centro amministrativo - Nakagawa-ku - Nakamura-ku - Nishi-ku - Shōwa-ku - Tempaku-ku |

## Economia

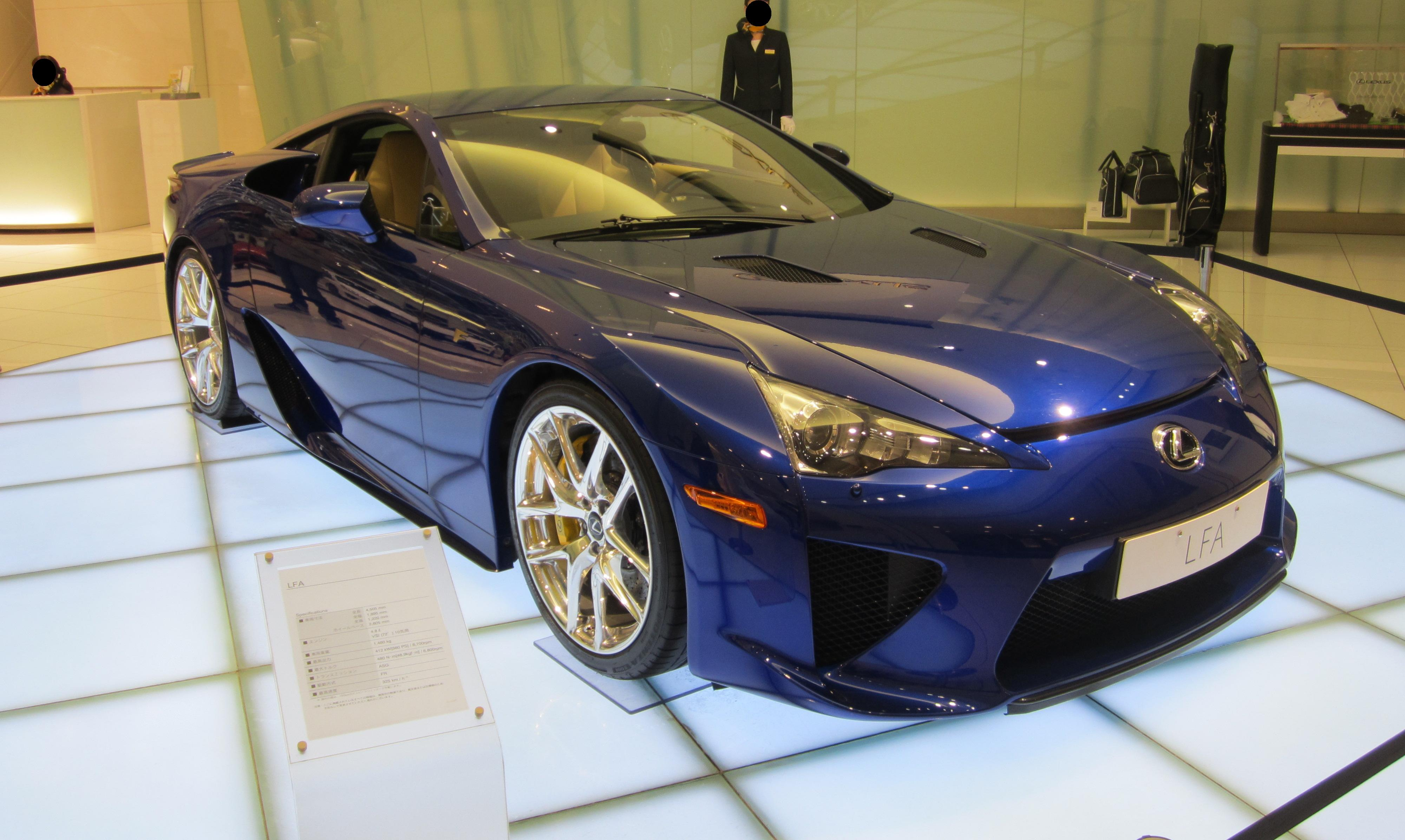
Lexus LFA

Nagoya è il centro dell'area metropolitana del Chūkyō, che nel 2003 ha raggiunto il 70% del surplus commerciale del Giappone.
Il settore più sviluppato di Nagoya è senza dubbio quello della produzione automobilistica, con diverse aziende localizzate in zona, come Toyota e la sua divisione di lusso Lexus nonché alcune divisioni della Mitsubishi Motors. Sono presenti inoltre diverse aziende legate ai trasporti e all'automazione, come DENSO, Aisin Seiki, Toyota Industries, JTEKT o Toyota Boshoku. JR Central, compagnia ferroviaria che gestisce la maggior parte della rete locale, nonché il Tōkaidō Shinkansen, ha sede a Nagoya, così come la produttrice di ceramiche Noritake. Per il settore dell'elettronica l'azienda più nota è la Brother Industries, che produce macchine da ufficio come fotocopiatrici e stampanti multifunzione, Hoshizaki Electric, azienda produttrice di refrigeratori e macchine per il condizionamento, Rinnai, azienda produttrice di impianti di riscaldamento e acqua calda sanitaria, e Nippon Sharyo, produttore di materiale rotabile.
Inoltre Marukawa è una nota azienda di prodotti alimentari e dolci. Nella zona vi sono infine diverse produzioni di elettronica e prodotti aerospaziali come JP Aerospace. Le compagnie legate alla produzione aerospaziale sono rappresentate da Boeing, Pratt & Whitney, Mitsubishi Heavy Industries, Bodycote, Kawasaki Heavy Industries, Spirit AeroSystems e Fuji Heavy Industries.
A Nagoya il settore dei robot e della tecnologia a essi collegata è in rapido sviluppo. Sin dall'antichità le marionette meccanizzate chiamate "karakuri ningyo" sono state un prodotto tradizionale di Nagoya. Oltre ai settori aerospaziali e della robotica, anche l'ingegneria dei materiali è molto sviluppata in zona.
Nagoya ha ospitato l'Expo 2005, chiamato anche Aichi Expo, tenutosi nelle città di Nagakute e Seto dal 25 marzo al 25 settembre 2005.

## Infrastrutture e trasporti

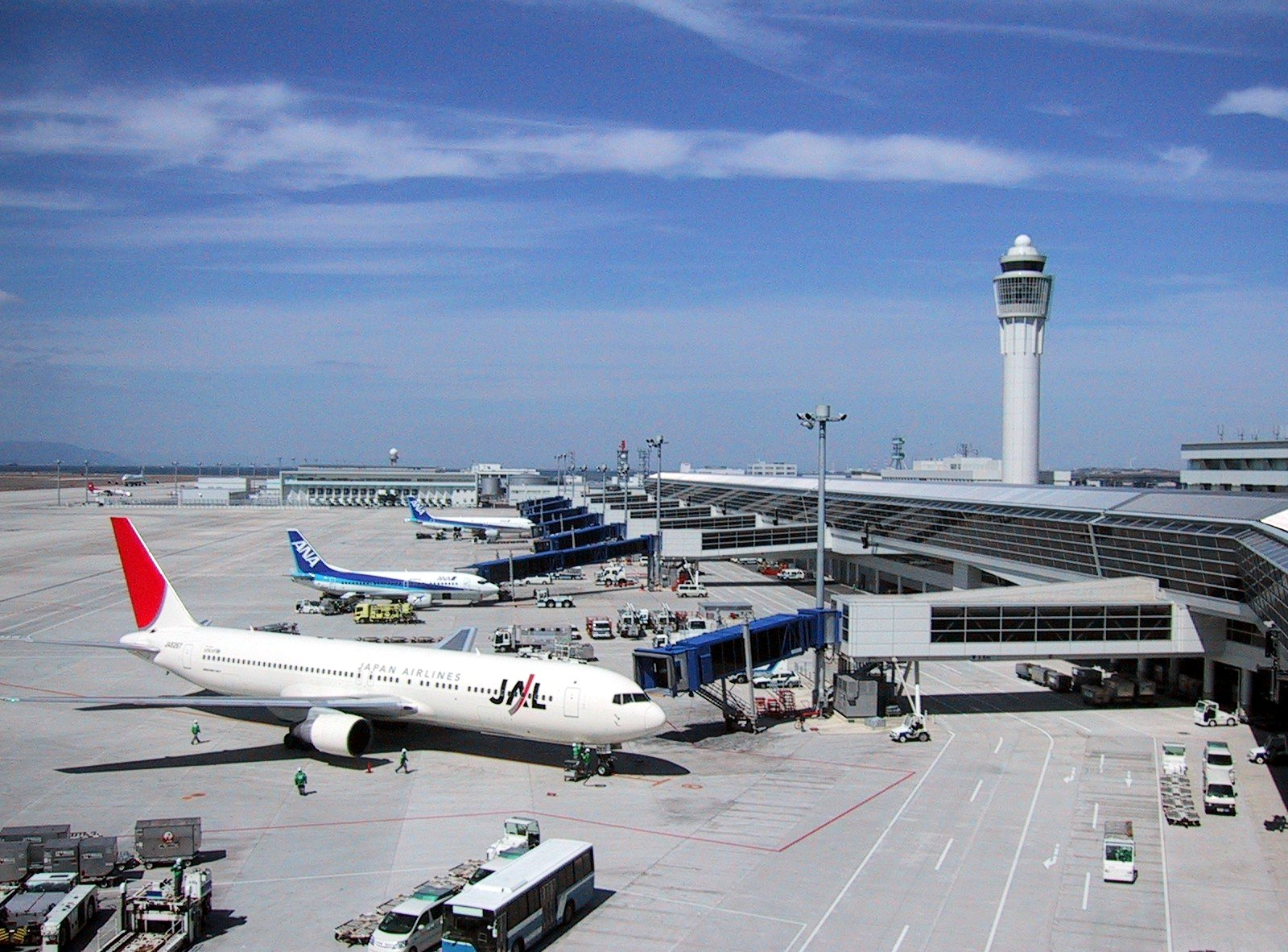
L'aeroporto Internazionale Chūbu Centrair, costruito su un'isola artificiale

### Aeroporto
Nagoya è servita dall'Aeroporto Internazionale Chūbu Centrair (NGO) costruito su un'isola artificiale al largo della città di Tokoname, e dall'Aeroporto di Komaki (NKM), vicino al confine con le città di Komaki e Kasugai. Il 17 febbraio 2005 tutta la divisione internazionale dei voli su Nagoya è passata al nuovo aeroporto di Centrair. Quello di Komaki viene ora usato per l'aviazione generale, come base aerea e come hub per la compagnia Fuji Dream Airlines.

### Treni
La stazione di Nagoya, la più grande stazione del Giappone e tra le più grandi al mondo per superficie, si trova lungo la linea ad alta velocità del Tōkaidō Shinkansen, sulle linee Tōkaidō, Chūō e altre. Fra le ferrovie private non JR Central, rivestono un ruolo importante nel collegamento con le regioni del Tōkai e il Kansai la Kintetsu e le Ferrovie di Nagoya. La città è servita da una rete di metropolitana estesa oltre 100 km.
JR Central
- Tōkaidō Shinkansen
- ■Linea principale Tōkaidō
- ■Linea principale Chūō
- ■Linea principale Kansai

Ferrovie Meitetsu
- ■Linea Meitetsu Nagoya principale
- ■Linea Meitetsu Inuyama
- ■Linea Meitetsu Tokoname
- ■Linea Chikkō
- ■Linea Meitetsu Seto
- ■Linea Meitetsu Komaki

Ferrovie Kintetsu
- ■Linea Kintetsu Nagoya

### Metropolitana
Metropolitana di Nagoya
- Linea Higashiyama
- Linea Meijō
- Linea Meikō
- Linea Tsurumai
- Linea Sakura-dōri
- Linea Kamiiida

### Expressway
- Nagoya Urban Expressway
- Mei-Nikan Expressway
- Tōmei Expressway
- Isewangan Expressway
- Higashi-Meihan Expressway
- Chitahantō Road

### Porto
Il porto di Nagoya è il più grande porto internazionale del Giappone, usato anche dalla Toyota per l'esportazione delle automobili.

## Amministrazione

### Gemellaggi
Nagoya è gemellata con varie città nel mondo tra cui:
- Città del Messico
- Los Angeles
- Sydney
- Torino
- Reims
- Taichung
- Tashkent

## Sport

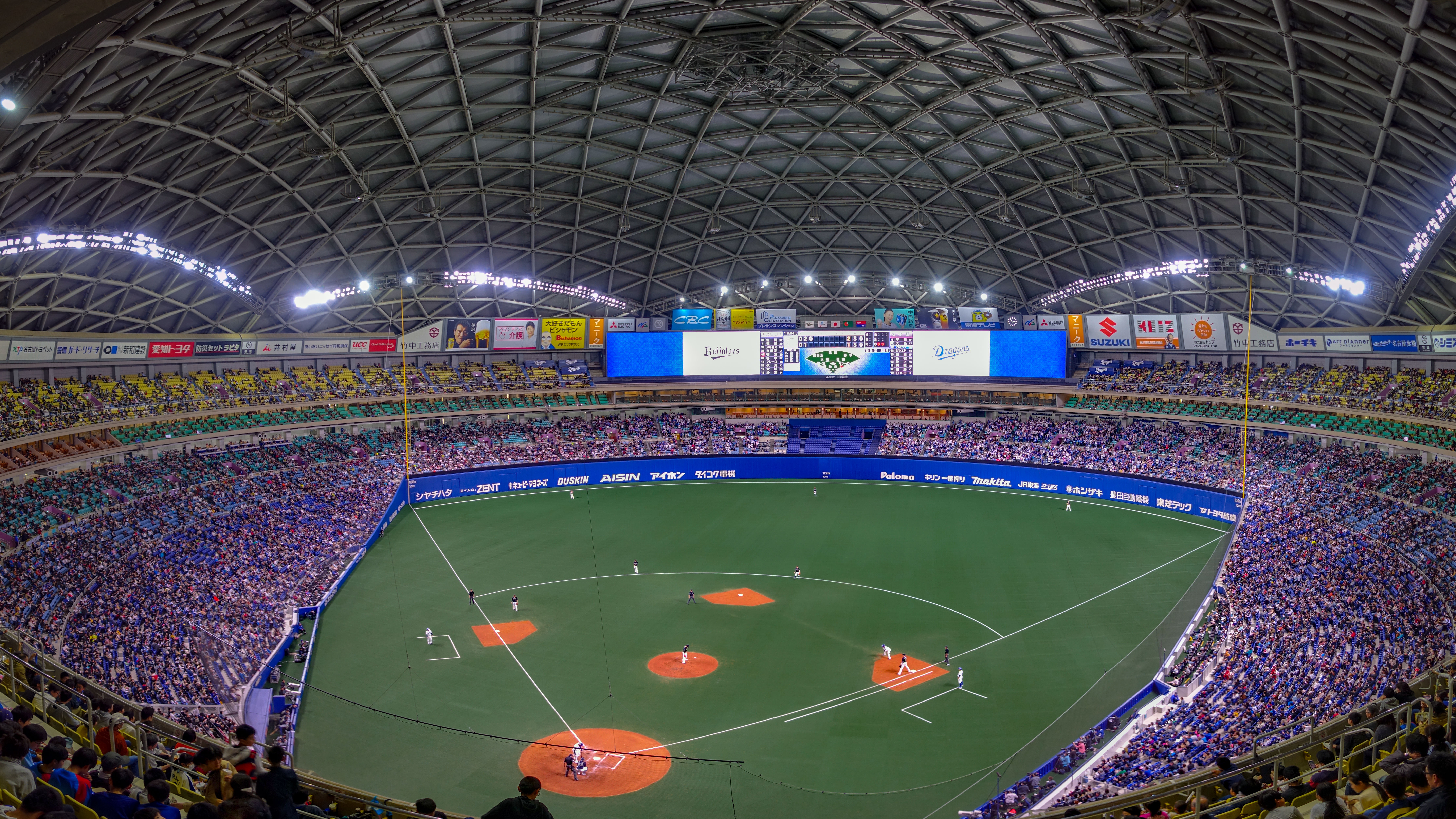
Nagoya Dome

### Squadre e Stadi
| Club                    | Sport         | Lega                 | Sede                                  | Fondata |
| ----------------------- | ------------- | -------------------- | ------------------------------------- | ------- |
| Chunichi Dragons        | Baseball      | Central League       | Nagoya Dome Stadio Nagoya             | 1936    |
| Nagoya Diamond Dolphins | Pallacanestro | B.League             | Dolphins Arena Park Arena Komaki      | 1950    |
| Nagoya Grampus          | Calcio        | J. League Division 1 | Mizuho Athletic Stadium Stadio Toyota | 1991    |